# Curse of the Pink Panther
Curse of the Pink Panther is een komische film uit 1983 en het achtste deel uit de The Pink Panther-serie, begonnen in de jaren zestig.
De film is een van de vijf geproduceerde films na de dood van de ster van de serie: Peter Sellers. In de vorige film, Trail of the Pink Panther, werd nog gebruikgemaakt van ongebruikt beeldmateriaal van Sellers als Inspector Clouseau. In dit deel werd geprobeerd de serie nieuw leven in te blazen met een andere incompetente politieagent  genaamd Clifton Sleigh, die in deze film op zoek is naar de vermiste Clouseau.

## Verhaal
Hoofdinspecteur Jacques Clouseau, Frankrijks grootste detective is verdwenen en niemand kan iets van hem vinden. Hoofdinspecteur Charles Dreyfus staat onder druk om hem te vinden. Wat de wereld niet weet is dat Clouseau eigenlijk een enorme kluns is, en zijn zaken werden opgelost met meer geluk dan wijsheid.
Omdat Clouseaus domheid hem tot waanzin dreef, is Dreyfus niet zo druk bezig hem te vinden. Hij moet de computer van Interpol gebruiken om de beste detective te zoeken om Clouseau te vinden, maar in plaats daarvan saboteert hij de computer die nu de slechtste detective uitkiest. Dit is sergeant Clifton Sleigh, een agent van de NYPD, die blij zijn een tijdje van hem af te zijn. Sleigh zelf ziet deze zaak als een kans om eindelijk waardering te krijgen. Dreyfus en zijn assistent François merken al snel dat hun plan goed heeft gewerkt; Sleigh is net zo slecht als Clouseau.
Sleigh wordt snel het doelwit van andere mensen die Clouseau liever niet terugvinden. Dit zijn bijvoorbeeld Cato (zijn bediende), Dreyfus en Bruno Langlois, een maffiabaas. Langlois stuurt meerdere moordenaars op Sleigh af, maar net als Clouseau weet Sleigh die te ontwijken door zijn domheid. Als Langlois en Sleigh tegenover elkaar staan, wordt de laatste gered door een onbekende vrouwelijke agent, die Langlois verslaat. Die wordt eindelijk gearresteerd en naar de gevangenis gebracht.
Sleigh ontmoet ook Sir Charles Lytton, die getrouwd is met Clouseaus voormalige vrouw Simone, nu ook bijgestaan door zijn neef George, de drie sterren uit de eerste Pink Pantherfilm. Lytton is een beruchte juwelendief, bekend als "the Phantom", maar alleen Clouseau was hiervan overtuigd.
Een spoor leidt Sleigh ten slotte naar een kuuroord, geleid door Gravin Chandra. Daar ontmoet hij de bekende Engelse filmster Roger Moore die echter met een vreemd Frans accent spreekt, en overal over struikelt, net als Clouseau eerder altijd deed. Chandra vertelt Sleigh dat Clouseau haar kwam opzoeken onder de naam Gino Rossi voor plastische chirurgie. Sleigh trekt hieruit de verkeerde conclusie dat Clouseau zelf de Pink Panther-diamant stal, chirurgie onderging en onder de naam van Rossi werd vermoord om de diamant. Om van Sleigh af te komen verklaart Dreyfus dat dit inderdaad zo gebeurd is, en dat de overleden Rossi en Clouseau dezelfde persoon zijn (al is het duidelijk dat Dreyfus dit zelf niet gelooft).
Wat er echt gebeurd is, is dat de diamant werd gestolen door Gino Rossi, die licht op Clouseau leek. Daarna probeerde Rossi de diamant te verkopen aan gravin Chandra, die hem vermoordde. Zijn lichaam werd later gevonden op het strand. Roger Moore, die Sleigh ontmoette, was eigenlijk Clouseau, die plastische chirurgie had ondergaan om Chandra's geliefde te worden. Als de gravin de diamant wil laten zien, blijkt die intussen weer gestolen te zijn. Op de plek waar hij lag is een witte handschoen achtergelaten, het handelsmerk van "the Phantom".
Uiteindelijk zijn Sir Charles, Simone en George te zien, op een groot jacht, met de Pink Panther-diamant in hun bezit.

## Rolverdeling
| Acteur        | Personage                        |
| ------------- | -------------------------------- |
| Ted Wass      | Clifton Sleigh                   |
| David Niven   | Sir Charles Lytton               |
| Robert Wagner | George Lytton                    |
| Herbert Lom   | Hoofdinspecteur Charles Dreyfus  |
| Capucine      | Simone Lytton                    |
| Joanna Lumley | Gravin Chandra                   |
| Robert Loggia | Bruno Langois                    |
| Harvey Korman | Prof. Auguste Balls              |
| Burt Kwouk    | Cato Fong                        |
| Roger Moore   | Hoofdinspecteur Jacques Clouseau |
| André Maranne | François Chevalier               |
| Joe Morton    | Charlie                          |

## Trivia
- De film werd rond dezelfde tijd gemaakt als Trail of the Pink Panther.
- Dit was het laatste filmoptreden van David Niven. Vanwege zijn slechte gezondheid werd zijn stem nagesynchroniseerd door Rich Little. Critici vinden het zonde dat zo'n groots acteur als Niven zijn carrière moest eindigen in zo'n slecht ontvangen film.
- De scènes met Roger Moore werden gefilmd tijdens een pauze van de film Octopussy. Moore was goed bevriend met David Niven en stemde toe omdat hij wist dat dit Niven's laatste filmrol zou zijn.
- Joanna Lumley speelde in Trail of the Pink Panther de journaliste op zoek naar Clouseau. Hier is ze de aristocratische eigenaar van een kuuroord.
- Oorspronkelijk zou Dudley Moore de rol spelen van Clifton Sleigh. Moore weigerde echter. Edwards stelde voor Rowan Atkinson te kiezen, maar de studio wilde hem niet omdat hij in die tijd nog onbekend was buiten Engeland.
- Om de muziektrend van de jaren 80 te volgen, werd het Pink Panther-thema van Henry Mancini aangepast door de toevoeging van veel synthesizers.
- Curse of the Pink Panther was de originele werktitel van Revenge of the Pink Panther die vijf jaar voor deze film uitkwam.

## Ontvangst
Curse of the Pink Panther werd een enorme flop in de bioscopen en voor critici. Die vonden het voortzetten van de serie zonder Peter Sellers geen succes.
Toch geven de critici toe dat het optreden van Roger Moore positief te noemen was, een rol die in contrast stond met die van James Bond, het personage dat Moore toen ook speelde. Moore blijkt duidelijk talent te hebben voor komedie.
Verdere films werden stopgezet, op een andere onsuccesvolle poging de serie nieuw leven in te blazen, tien jaar later (Son of the Pink Panther) na. In deze film speelt Roberto Benigni Clouseaus zoon. Een wel succesvolle poging was die in 2006, met Steve Martin als Clouseau. Dit wordt echter gezien als een herstart, en geen vervolg op de oude serie.